# Pavlo Rozenko
Pavlo Valerijovyč Rozenko (ukrajinsky Павло Валерійович Розенко; * 17. července 1970, Kyjev) je ukrajinský politik. V letech 2016—2019 byl jedním z místopředsedů vlády Hrojsmanova kabinetu; předtím v letech 2014—2016 působil jako ministr sociální politiky ve vládě Arsenije Jaceňuka.
Od roku 2021 je místopředsedou Červeného kříže Ukrajiny.